# Zeng Guoqiang
Zeng Guoqiang (18 de março de 1965, em Dongguan, Guangdong) é um chinês, campeão mundial e olímpico em halterofilismo.
Ganhou medalha de ouro em halterofilismo nos Jogos Olímpicos de 1984, que contou como campeonato mundial também, com 235 kg no total combinado (105 no arranco e 130 no arremesso). Foi o primeiro halterofilista chinês a ganhar medalha de ouro em Jogos Olímpicos.
Quadro de resultados
| Ano  | Posição | Competição                           | Classe de peso | Marca                |
| 1983 | 3.      | Campeonato Mundial Júnior em Cairo   | –52 kg         | 222,5 kg (102,5+120) |
| 1984 | 1.      | Campeonato Asiático em Tabriz        | –52 kg         |                      |
| 1984 | 1.      | Jogos Olímpicos e Campeonato Mundial | –52 kg         | 235 kg (105+130)     |
| 1985 | 2.      | Campeonato Mundial em Södertälje     | –52 kg         | 242,5 kg (107,5+135) |
| 1986 | 2.      | Jogos Asiáticos em Seul              | –56 kg         |                      |